# Hugues Fabrice Zango
Hugues Fabrice Zango (født 25. juni 1993) er en burkinsk atlet, som konkurrerer i trespring. 
Han repræsenterede Burkina Faso under VM i atletik 2015 i Beijing, hvor han blev slået ud i kvalificeringen til trespring.
Ved sommer-OL 2020, der blev afholdt i 2021, vandt Zango bronzemedaljen i herrernes trespring med en afstand på 17,47 meter.